# Graham S. Cowles
Graham Stewart Cowles (* 27. Juni 1931; † 19. Januar 2024) war ein britischer Ornithologe und Paläornithologe.

## Leben
Cowles kam im Januar 1949 als Assistent an die Vogelabteilung des Natural History Museum in London. Ab Januar 1950 diente er für zwei Jahre bei den Streitkräften des Vereinigten Königreichs. 1961 begleitete er Peter Colston auf eine Expedition nach Andalusien und von 1962 bis 1963 sowie im Jahr 1965 war Cowles an Expeditionen nach Australien beteiligt, die vom australischen Zoologen und Philanthropen Harold Wesley Hall (1888–1964) finanziert wurden. Ab 1971 wurde die Vogelsammlung in das Natural History Museum at Tring transferiert und von Colston und Cowles kuratorisch betreut. Im Januar 1977 wurde er zum leitenden wissenschaftlichen Mitarbeiter ernannt. Nach der Pensionierung von Ian Courtney Julian Galbraith im Jahr 1985 wurde er Oberkurator der Vogelsammlung bis zu seiner eigenen Pensionierung Ende Juni 1991. 
Cowles beschrieb 1964 den Rußbauchsäbler (Pomatostomus halli) und 1980 die Unterart Todiramphus chloris kalbaensis des Halsbandliests. 1994 folgten die Réunion-Gans (Alopochen kervazoi) und der Réunionfalke (Falco duboisi). 
1974 nahm Cowles an einer Expedition der British Ornithologists’ Union nach Réunion teil. Bei der Untersuchung der Caverne Vergoz bei La Saline und einer Küstenhöhle nahe Saint-Paul nach Vogelfunden sammelte er Fragmente der ausgestorbenen Schildkrötenart Cylindraspis inepta.
Im Jahr 1970 veröffentlichte er in Zusammenarbeit mit Colin James Oliver Harrison (1926–2003) das Buch Birds (Instructions for Collectors). Im Jahr 1974 schrieb Cowles das Kapitel Timaliidae – Quail-thrushes & Babblers in Pat Halls Buch Birds of the Harold Hall Australian Expeditions 1962–1970. Seine umfangreiche Forschungsarbeit an subfossilen Vogelarten der Maskarenen beschrieb er 1987 im Kapitel The fossil record im Werk Studies of Mascarene Island Birds von Anthony W. Diamond.

## Dedikationsnamen
Julian P. Hume benannte im Jahr 2015 den Rodrigues-Bülbül (Hypsipetes cowlesi) zu Ehren von Graham Cowles.